# Gösta Philip
Gösta Salomon Philip, född 2 februari 1872 i Stockholm, död 3 oktober 1949, var en svensk väg- och vattenbyggnadsingenjör.
Philip, som var son till grosshandlare Ioseph Philip och Bibi Levertin, avlade mogenhetsexamen vid Nya Elementarskolan i Stockholm 1889 och avgångsexamen från Kungliga Tekniska högskolan 1893. Han var stakningsledare vid undersökningar för Statens Järnvägar i Bohuslän och linjen Gällivare–Riksgränsen 1897, avdelningsingenjör vid statsbanebyggnaden Boden–Morjärv 1898–1899 och vid statsbanebyggnaden genom Bohuslän 1904, anställd vid Kungliga Järnvägsstyrelsen 1900–1905, vid den av Erik Winell ledda Kommunikationstekniska byrån i Stockholm 1906–1908 och åter vid Järnvägsstyrelsen från 1909, underingenjör 1910, biträdande ingenjör vid Statens Järnvägar 1917–1924 och tillförordnad byråingenjör 1924–1938.